# Witaszyce (gromada)
Witaszyce – dawna gromada, czyli najmniejsza jednostka podziału terytorialnego Polskiej Rzeczypospolitej Ludowej w latach 1954–1972.
Gromady, z gromadzkimi radami narodowymi (GRN) jako organami władzy najniższego stopnia na wsi, funkcjonowały od reformy reorganizującej administrację wiejską przeprowadzonej jesienią 1954 do momentu ich zniesienia z dniem 1 stycznia 1973, tym samym wypierając organizację gminną w latach 1954–1972.
Gromadę Witaszyce z siedzibą GRN w Witaszycach utworzono – jako jedną z 8759 gromad na obszarze Polski – w powiecie jarocińskim w woj. poznańskim, na mocy uchwały nr 22/54 WRN w Poznaniu z dnia 5 października 1954. W skład jednostki weszły obszary dotychczasowych gromad Witaszyce i Witaszyczki ze zniesionej gminy Jarocin w tymże powiecie. Dla gromady ustalono 25 członków gromadzkiej rady narodowej.
1 stycznia 1962 do gromady Witaszyce włączono obszar zniesionej gromady Prusy w tymże powiecie.
1 stycznia 1970 do gromady Witaszyce włączono 475,12 ha z miasta Jarocin w tymże powiecie.
Gromada przetrwała do końca 1972 roku, czyli do kolejnej reformy gminnej.